# Vanessa Montfort Écija
Vanessa Montfort Écija   (Barcelona, 4 de juny de 1975) és una novel·lista, dramaturga i periodista catalana que resideix a Madrid des de la infància. Forma part del col·lectiu artístic fundat per Fernando Marías Amondo, anomenat Hijos de  Mary Shelley. Amb ell, va participar en les sessions d'homenatge a la pionera feminista Mary Wollstonecraft.

## Novel·les
- 2014 - La leyenda de la isla sin voz. (Plaza y Janés. Random House, 2014)
- 2010 - Mitología de Nueva York. (Algaida Editores, 2010). XLII Premi Ateneo de Sevilla de Novel·la.
- 2006 - El ingrediente secreto. (Algaida Editorial, 2006). XI Premi Ateneu Jove de Sevilla de Novel·la.